# Supercoupe de l'UNAF 2011
La Supercoupe de l'UNAF 2011 est la 2e édition de la Supercoupe de l'UNAF. Elle oppose en un match aller/retour de football le vainqueur de la Coupe nord-africaine des clubs champions 2010 et le vainqueur de la Coupe nord-africaine des vainqueurs de coupe 2010, que sont respectivement le Club Africain et l'ES Sétif.
Après de multiples reports, le match est prévu le 18 février 2012 au stade olympique de Radès en Tunisie.

## Détails du match
| Supercoupe de l'UNAF | Club africain | - | ES Sétif | Stade olympique de Radès |
| 18 février 2012      |               |   |          |                          |